# Lycidola popeba
Lycidola popeba är en skalbaggsart som beskrevs av Maria Helena M. Galileo och Martins 2006. Lycidola popeba ingår i släktet Lycidola och familjen långhorningar.
Artens utbredningsområde är Costa Rica. Inga underarter finns listade i Catalogue of Life.